# Márcio da Cruz
Márcio da Cruz, född 6 februari 1974, är en friidrottare från Brasilien. Han deltog vid olympiska sommarspelen 1996.